# 제임스 조지프 실베스터
제임스 조지프 실베스터(영어: James Joseph Sylvester, 1814년 9월 3일 ~ 1897년 3월 15일)는 잉글랜드의 변호사이자 수학자이다. 행렬 이론 및 수론과 조합론에 공헌하였다.

## 생애
런던에서 유대인 가정에 태어났다. 본명은 제임스 조지프(영어: James Joseph)였고, 아버지 에이브러햄 조지프(영어: Abraham Joseph)는 상인이었다. 실베스터의 형이 미국으로 이민을 갔을 때 "실베스터"라는 성을 사용하였고, 이후 실베스터도 이 성을 쓰기 시작하였다.
14세 때 런던 대학교에서 오거스터스 드모르간의 강의를 수강하였으나, 다른 학생을 칼로 찌른 사건 때문에 퇴학을 당했다. 1831년부터 케임브리지 대학교 세인트존스 칼리지(영어: St John’s College)를 다니기 시작하였고, 수학 시험(tripos)에서 전교 2등을 차지하였다. 그러나 당시 케임브리지 대학교의 졸업생들은 성공회를 따라야 했기 때문에, 유대교를 따르던 실베스터는 케임브리지 대학교 졸업장을 받지 못했다.
1841년 더블린 트리니티 대학교에서 학사 및 석사 학위를 수여받았다.
1846년 런던법학원( Lincoln's Inn, London,영국법조원 비영리협회)에 들어가 변호사로 개업하였는데 이때 아서 케일리(Arthur Cayley)와 알게 되어 10년간의 수학 공백기에서 다시 전문수학자의 길을 가게되었다. 이후 아서 케일리와 함께 불변식론의 연구를 진행하였다.
울리치 왕립 사관학교(Royal Military Academy, Woolwich)에서 1855년부터 수학을 가르치기 시작하였다. 울리치 사관학교는 그러나 실베스터의 교수 연봉을 지불하기 거부하였고, 아서 케일리가 이를 타임스 신문에 폭로하자 겨우 제대로 연봉을 받을 수 있었다.
16년간 재직한 후 정년 퇴직하고 시작(詩作) 생활을 시작하였다. 이 동안에 저술한 것이 《시(詩)의 법칙》이다.
1877년 실베스터는 당시 미국에 새로 설립된 존스 홉킨스 대학교 교수가 되었다. 1880년에 왕립 학회는 실베스터에게 코플리 메달을 수여하였다. 실베스터는 1883년 다시 영국으로 귀환하여, 옥스퍼드 대학교 새빌 기하학 석좌교수(영어: Savilian Professor of Geometry)가 되었다. 1897년 런던에서 사망하였다.
실베스터 행렬식으로 유명하며, 임의의 수학적 영역이 또다른 임의의 수학적 표현으로 가능하다는 불변식론의 개척과 소수분포(素數分布)에 관한 연구가 유명하다. 역학(力學)의 영역에서도 '1점의 둘레의 강체(剛體) 운동에 관한 정리'도 있다.
저서《The Collected Mathematical Papers of J.J.Sylvester》(4권,1904~12)가 있다.

## 행렬의 동반자
아서 케일리와 실베스터는 행렬에관한 연구에 있어서 서로 아이디어를 교환하고 토론하는 학문의 동반자였는데, 행렬을 확립하는데 있어서 특히
1848년 수학에 처음으로 실베스터가 사용한 행렬(matrix)이라는 단어의 어원은 해부학에서 자궁(子宮,모체母體)을 뜻한다. 행렬식에 대해서 행렬의 의미를 표현한 것으로 전해지며, 아서 케일리가 1858년에 발표한 논문 '행렬론
연구(Memoir on the Theory of Matrices)'에서는 행렬과 일차변환에 대한 여러 가지 초기 이론을 다루었다.

## 같이 보기
- 실베스터 행렬
- 아서 케일리

## 참고 문헌
1. ↑  http://www.mathlove.co.kr/2006/show.php?tbl_name=tb_mathdic&seq=14102&listno=15&page=7&category=mim&search_key=&search_value=&cat1=&mode=search&year1=&month1=&day1=&year2=&month2=&day2=&chk=k6&word_chk=1&use_scategory=&category=mathdic - 수학사랑
2. ↑  http://www.mathlove.co.kr/2006/show.php?tbl_name=tb_mathdic&seq=14102&listno=15&page=7&category=mim&search_key=&search_value=&cat1=&mode=search&year1=&month1=&day1=&year2=&month2=&day2=&chk=k6&word_chk=1&use_scategory=&category=mathdic - 수학사랑
3. ↑  고등기하와 벡터, 성지출판 ({\displaystyle \mathbf {I} } 일차변환과 행렬) 수학이야기-행렬과 행렬식37p

- Grattan-Guinness, I. (2001). “The contributions of J. J. Sylvester, F.R.S., to mechanics and mathematical physics”. 《Notes and Records of the Royal Society of London》 55 (2): 253–265. doi:10.1098/rsnr.2001.0142. MR 1840760.

.